# Johnny and the Hurricanes
Johnny and the Hurricanes waren eine US-amerikanische Rock-and-Roll-Band, die Anfang der 1960er mit Rock-Instrumentals international erfolgreich war.

## Bandgeschichte
Johnny and the Hurricanes ging aus einer Gruppe musizierender Schulfreunde in Toledo (Ohio) hervor.
Kopf und einziges dauerhaftes Mitglied der Band war Johnny Paris. Für die Schulband lernte er Saxophon spielen. Da seine Eltern aus Polen stammten und er in der polnischstämmigen Gemeinschaft von Rossford aufgewachsen war, gründete er zuerst die Black Cats, eine Tanz- und Polkaband.
Es folgten 1957 die rockigen Orbits mit Freunden aus dem Schulumfeld, die auf Schulpartys und Festen spielten. Ein Jahr nach ihrem Schulabschluss wurden sie von einem anderen Musiker gebeten, ihn bei einem Vorspielen bei einem Plattenlabel zu begleiten. Unter Vertrag genommen wurde allerdings nicht er, sondern die Orbits. Aus John Pocisk wurde Johnny Paris und aus den Orbits Johnny and the Hurricanes. Irving Micahnik und Harry Balk, die sie für das Twirl-Label verpflichtet hatten, produzierten noch im selben Jahr die Debütsingle Crossfire. Diese schlug sofort ein und wurde zu einem Charthit in den USA.
Für die zweite Single nahmen die beiden Produzenten einen alten Countrysong mit dem Titel Red River Valley, machten daraus eine Rock-und-Roll-Nummer und trugen sich selbst als Autoren unter den Pseudonymen Tom King und Ira Mack ein. Der Red River Rock, wie das neue Instrumentalstück hieß, wurde zu einem großen Hit und erreichte die Top 5. Das Lied wurde auch in Europa veröffentlicht und wurde auch dort ein großer Erfolg. In Großbritannien und Deutschland kam das Lied in den Charts auf Platz 3. Insgesamt verkaufte sich die Single über eine Million Mal. Das Rezept wurde auch für die folgenden Singles verwendet. Aus dem Signalhornruf Reveille der US Army wurde der Reveille Rock und aus dem kinderliedartigen Blue Tail Fly wurde der Beatnik Fly und verschafften Johnny and the Hurricanes zwei weitere internationale Top-40-Hits. Mit den folgenden Singles ließ allerdings das Interesse in den USA nach. In Europa blieben sie weiter erfolgreich und mit Rocking Goose hatten sie noch einen zweiten Nummer-3-Hit in England.
1962 traten sie im bekannten Hamburger Star-Club auf und waren der Top Act, unterstützt von den neu entdeckten Beatles. In der Folgezeit kehrte sich die Popularität um und die Beatmusik beherrschte die Charts, während der Hurricanes-Rock an Beliebtheit verlor. Bis 1965 nahmen Johnny and the Hurricanes weiter Singles auf, Hits waren aber keine mehr darunter. Die Hauptmusiker und damit auch die bestimmenden Instrumente der Musik der Band waren Johnny Paris mit dem Saxophon und Paul Tesluk mit der Hammondorgel. Die dominierende Art von Paris bekam aber dem Bandklima offenbar nicht so besonders; nachdem Ende 1959 bereits Schlagzeuger Kaye ausgewechselt worden war, verließen 1961 die Gitarristen Yorko und Mattice die Band. Als dann die große Popularität vorbei war, fielen die Hurricanes vollends auseinander. In den 1970ern gab es zwar weiterhin gelegentlich Auftritte von Paris mit verschiedenen Musikern, aber nur noch als Zusatzbeschäftigung. Er selbst verdiente seinen Lebensunterhalt mit verschiedenen Jobs und Hundezucht. Erst in den 1980ern zog er nach Deutschland und widmete sich wieder hauptsächlich der Musik als Saxophonspieler und regelmäßigen Auftritten als Johnny and the Hurricanes bis ins neue Jahrtausend hinein.
1989 heiratete er eine deutsche Autorin. 2006 verstarb Johnny Paris im Alter von 65 Jahren an den Folgen einer Milzoperation.

## Bandmitglieder
Besetzung um 1959:
- Johnny Paris (* 29. August 1940 in Walbridge, Ohio, als John M. Pocisk; † 1. Mai 2006 in Ann Arbor, Michigan), Saxophon
- Paul Tesluk (1941–2022), Hammondorgel
- Dave Yorko (1943–2017[3]), Gitarre
- Lionel „Butch“ Mattice (* 19. Februar 1939 in Toledo, Ohio, als Lionel Floyd Mattice; † 16. Oktober 2006 ebenda), Bassgitarre
- Tony Kaye (* 1941; bis 1959) / Bill „Little Bo“ Savich (* 2. August 1939 in Michigan; † 4. Januar 2002 in Simi Valley, Kalifornien) (ab 1959), Schlagzeug

## Diskografie
Alben
- 1960: Red River Rock
- 1960: Stormsville
- 1961: The Big Sound of Johnny and the Hurricanes
- 1962: Live at the Star Club Hamburg

Singles
- 1958: Crossfire
- 1959: Red River Rock
- 1959: Reveille Rock
- 1960: Beatnik Fly
- 1960: Rockin’ T
- 1960: The Hep Canary
- 1960: Down Yonder
- 1960: Rocking Goose
- 1960: You Are My Sunshine
- 1961: Ja-Da
- 1961: High Voltage
- 1961: Old Smokie
- 1961: Farewell Farewell